# Christine Adelhardt
Christine Adelhardt (* 1964 in Erlangen) ist eine deutsche Journalistin. Sie war von 2010  bis 2015 ARD-Fernsehkorrespondentin in Peking.

## Leben
Christine Adelhardt studierte Politik, Geschichte und Wirtschaft. Nach ihrem Studium arbeitete sie als Reporterin beim Bayerischen Rundfunk. 2001 wechselte sie zum Norddeutschen Rundfunk.
Adelhardt berichtete für die ARD unter anderem aus dem Kosovo, Bosnien, Albanien und Pakistan. Nach Stationen bei der NDR-Sendung „Panorama“ und im ARD-Studio Washington übernahm sie im Juli 2010 als Studioleiterin das Büro in Peking.
Im Januar 2013 war sie mit einem Team aus drei deutschen ARD-Journalisten und zwei chinesischen Kollegen in der Provinz Hebei von Schlägern angegriffen worden. Die Reporter hatten im Dorf Da Yan Ge Zhuang Bilder für einen Bericht zum Thema Verstädterung gedreht. In dem reichen Vorort waren sie anschließend von Unbekannten attackiert worden. Die Angreifer verfolgten den Wagen der ARD und demolierten ihn mit Baseballschlägern.
Nach dem gewalttätigen Übergriff auf das deutsche Fernsehteam wurde der Gesandte der chinesischen Botschaft ins Auswärtige Amt einbestellt.